# 미드웨스트 (웨스턴오스트레일리아주)
미드웨스트(Mid West)는 오스트레일리아 웨스턴오스트레일리아주를 9개로 나눈 지역 중 하나이다.